# TNI (DM Command)
TNI (TO_NEXT_ICON)とは、アポロコンピュータ社のコンピュータに搭載されていたウィンドウシステム（ディスプレイマネージャ）で利用できた、制御コマンド『DMコマンド』の一つ。

## 概要
TNI コマンドは、カーソルを次のアイコンに移動する。

## 利用法
TNI はスクリーン上の，つぎの全部表示されているアイコンにカーソルを移動する。
他のウインドウにより部分的に隠されているアイコンはサーチの対象とならない。
DM は、左上角の一番高い（つまり Y 座標の最も少ない）ものを選びながら，スクリーンを上から下へスキャンして次のウインドウを探す。
このコマンドは，カーソルをスクリーン上の全部表示されている次のウインドウに移動する TN コマンドと類似している．